# Hejőkeresztúr
Hejőkeresztúr là một thị trấn thuộc hạt Borsod-Abaúj-Zemplén, Hungary. Thị trấn này có diện tích 10,28 km², dân số năm 2010 là 1002 người, mật độ 97 người/km².